# Serolina bakeri
Serolina bakeri là một loài chân đều trong họ Serolidae. Loài này được Chilton miêu tả khoa học năm 1917.